# Le Moutaret
 Le Moutaret  es una localidad y comuna de Francia, en la región de Ródano-Alpes, departamento de Isère, en el distrito de Grenoble y cantón de Allevard.
Su población en el censo de 1999 era de 161 habitantes.

## Comunas colindantes
- Allevard en el sur
- Détrier al este
- Saint-Maximin en el norte
- Saint-Pierre-d'Allevard en el sur

## Demografía
| 179 | 129 | 127 | 128 | 142 | 161 |
| Para los censos de 1962 a 1999 la población legal corresponde a la población sin duplicidades (Fuente: INSEE [Consultar]) |     |     |     |     |     |